# Château de Rupt-sur-Saône
Le château de Rupt-sur-Saône est un château situé à Rupt-sur-Saône, en France. Il est tout proche de la route du sel, et domine la Vallée de la Saône.

## Localisation
Le château est situé sur la commune de Rupt-sur-Saône, dans le département français de la Haute-Saône. Il se dresse à proximité d'une ancienne voie romaine, puis d'une voie dédiée au commerce du sel.

## Historique
Le château a probablement été construit au XIIe siècle ; il appartenait alors à Guy de Pesmes. Il fut plusieurs fois vendu avant d'être acheté en 1820 par le comte Albert Gaspard Grimod d'Orsay, général d'Empire (dont on peut voir le tombeau devant l'église de Rupt-sur-Saône).
L'édifice est inscrit au titre des monuments historiques en 1991.

## Description
Le domaine du château est constitué de plusieurs bâtiments construits à différentes époques : 
- une tour circulaire du XIIIe siècle haute de 33 m et d'un diamètre de 11 m autrefois couronné de hourds, seul vestige du premier château médiéval. La base de la tour a des murs épais de 3 m et de 2,30 m au sommet. On accède à la plate-forme sommitale par un escalier étroit pratiqué dans l'épaisseur du mur[1] ;
- le « Petit château » (logis du XVIe siècle[1]), une construction à l'architecture originale puisque construite sur les remparts médiévaux du XIIe siècle ;
- une gentilhommière construite par le général d'Orsay, qui a racheté le château en 1820 ;
- une salle de billard, construite en 1870 ;
- une ferme de style italien, dont on peut encore visiter les écuries ;
- et de nombreuses autres dépendances dont une cuverie, un chenil et une serre-orangerie.

Tous ces bâtiments sont situés dans un vaste parc planté de plusieurs arbres très anciens, dont un tulipier de Virginie de plus de trois siècles.

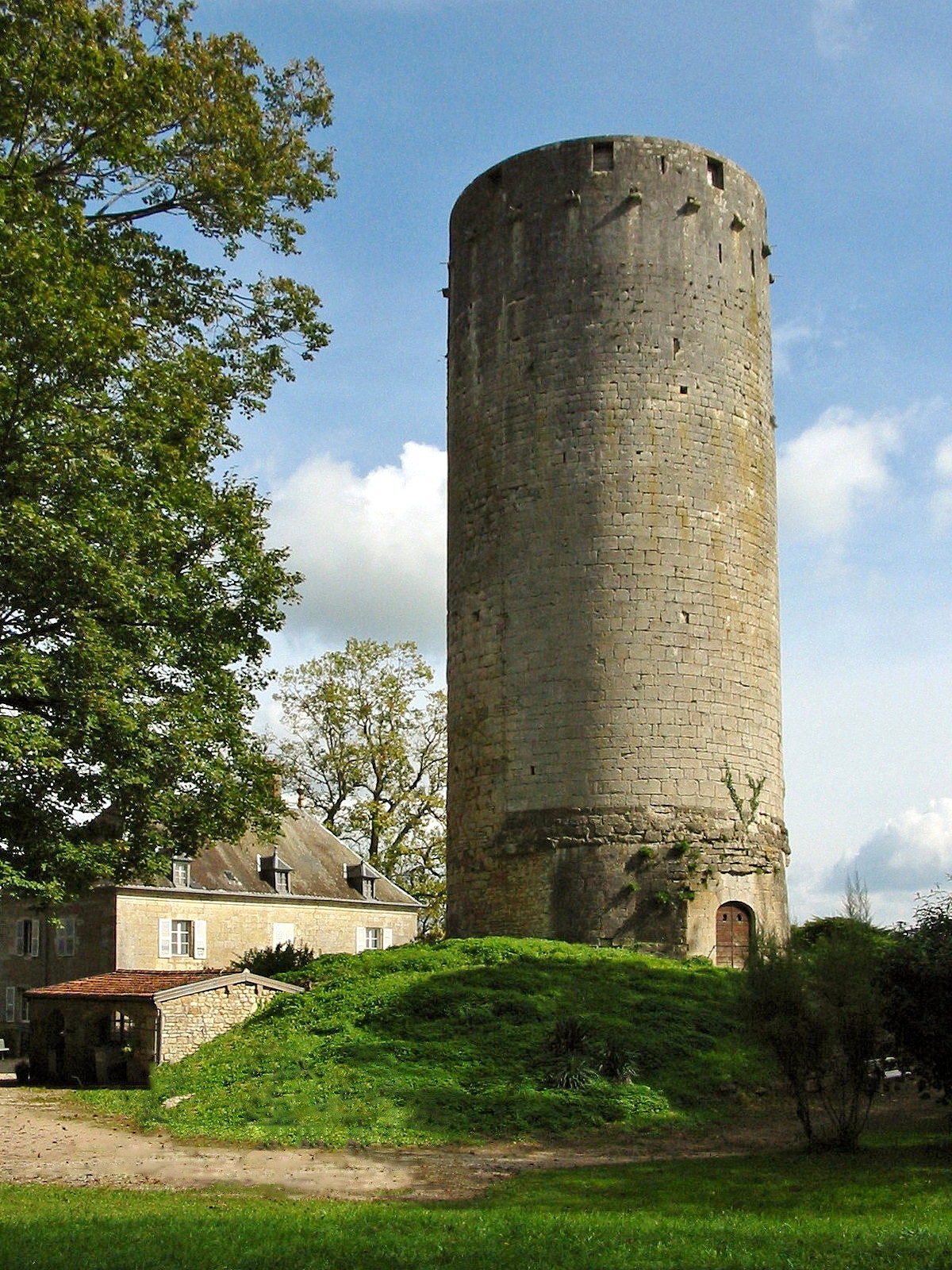
Tour médiévale, XIIIe siècle.
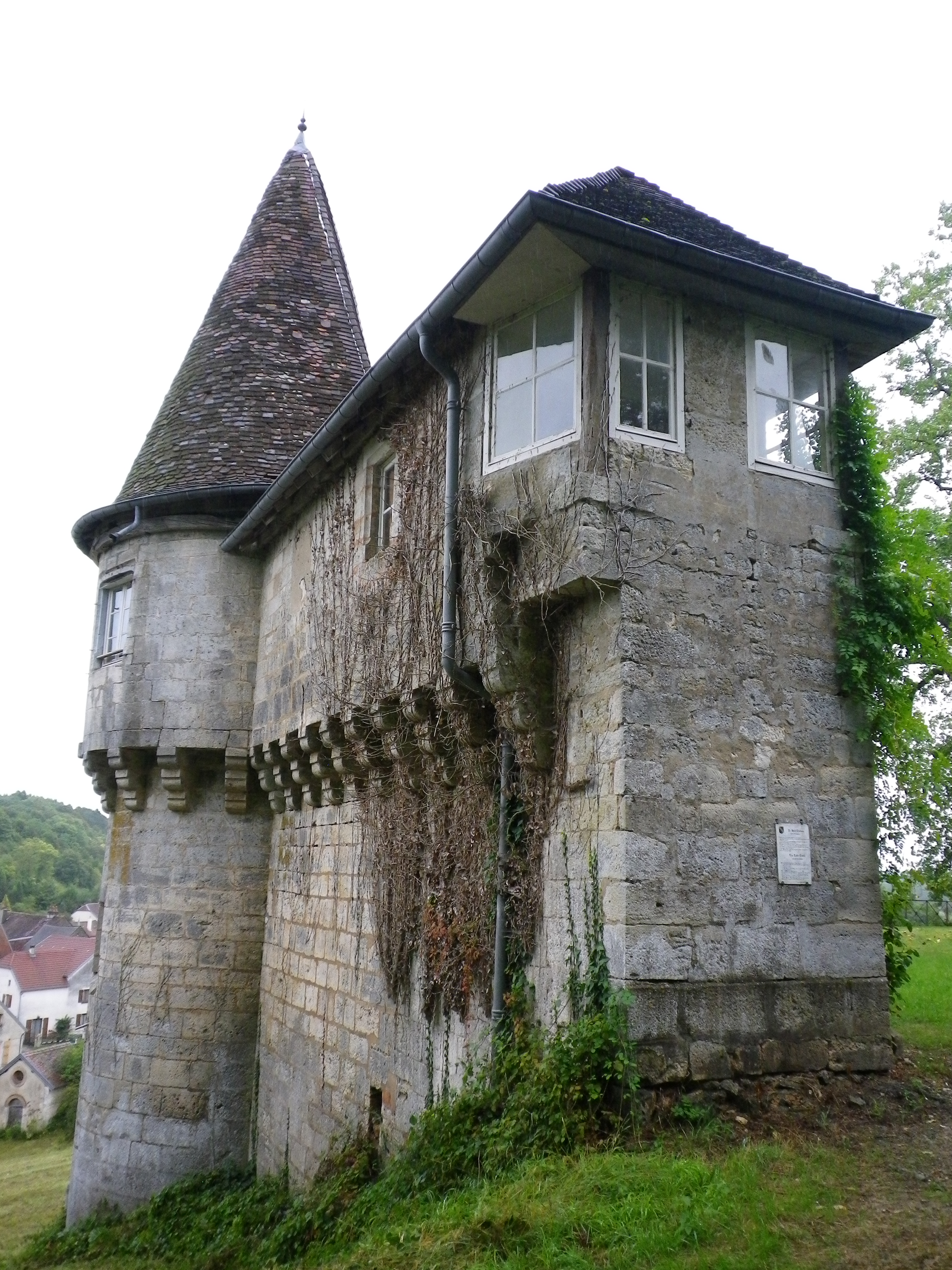
« Petit Château », XVIe siècle.
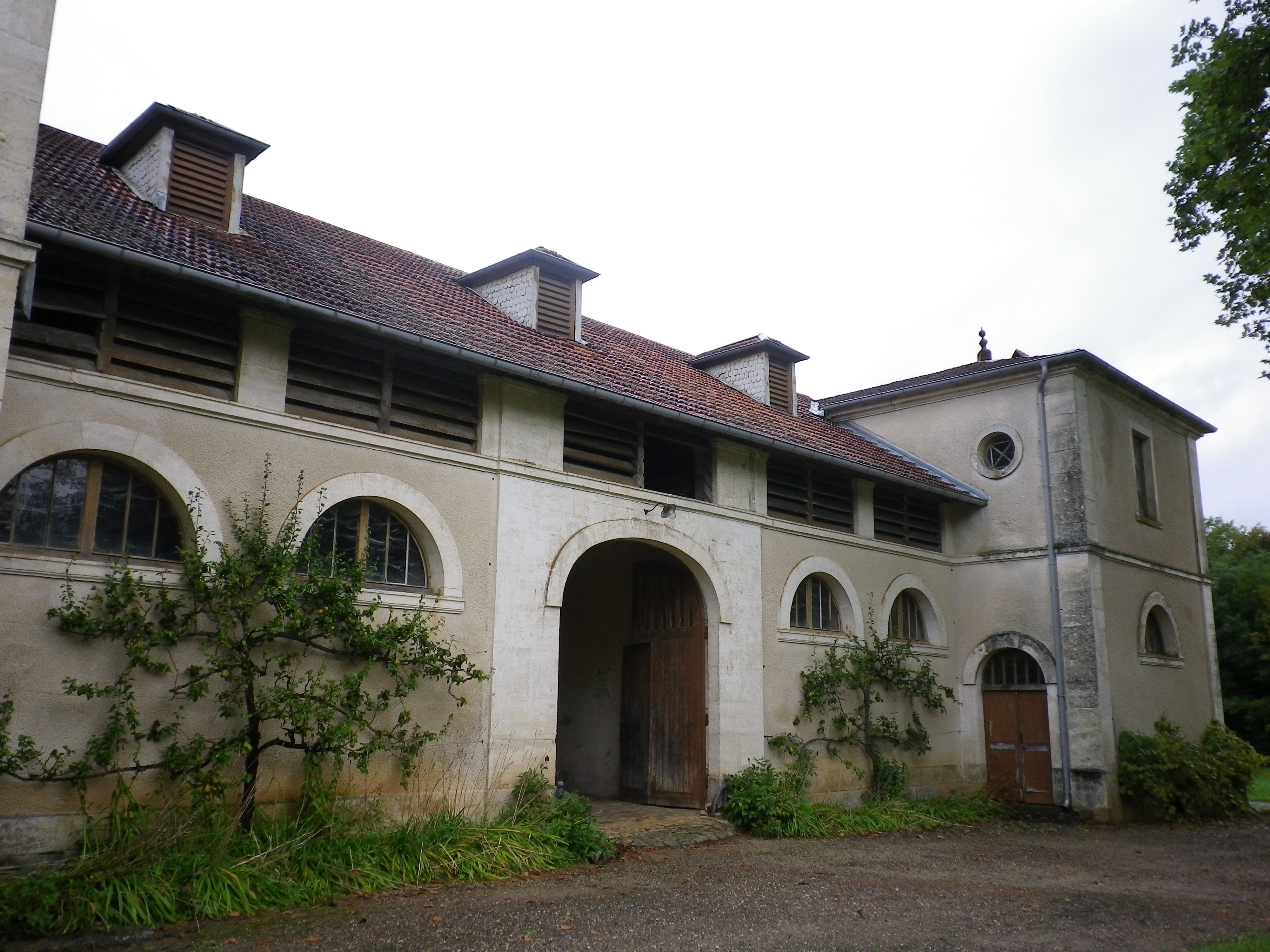
Ferme de style italien, XIXe siècle.
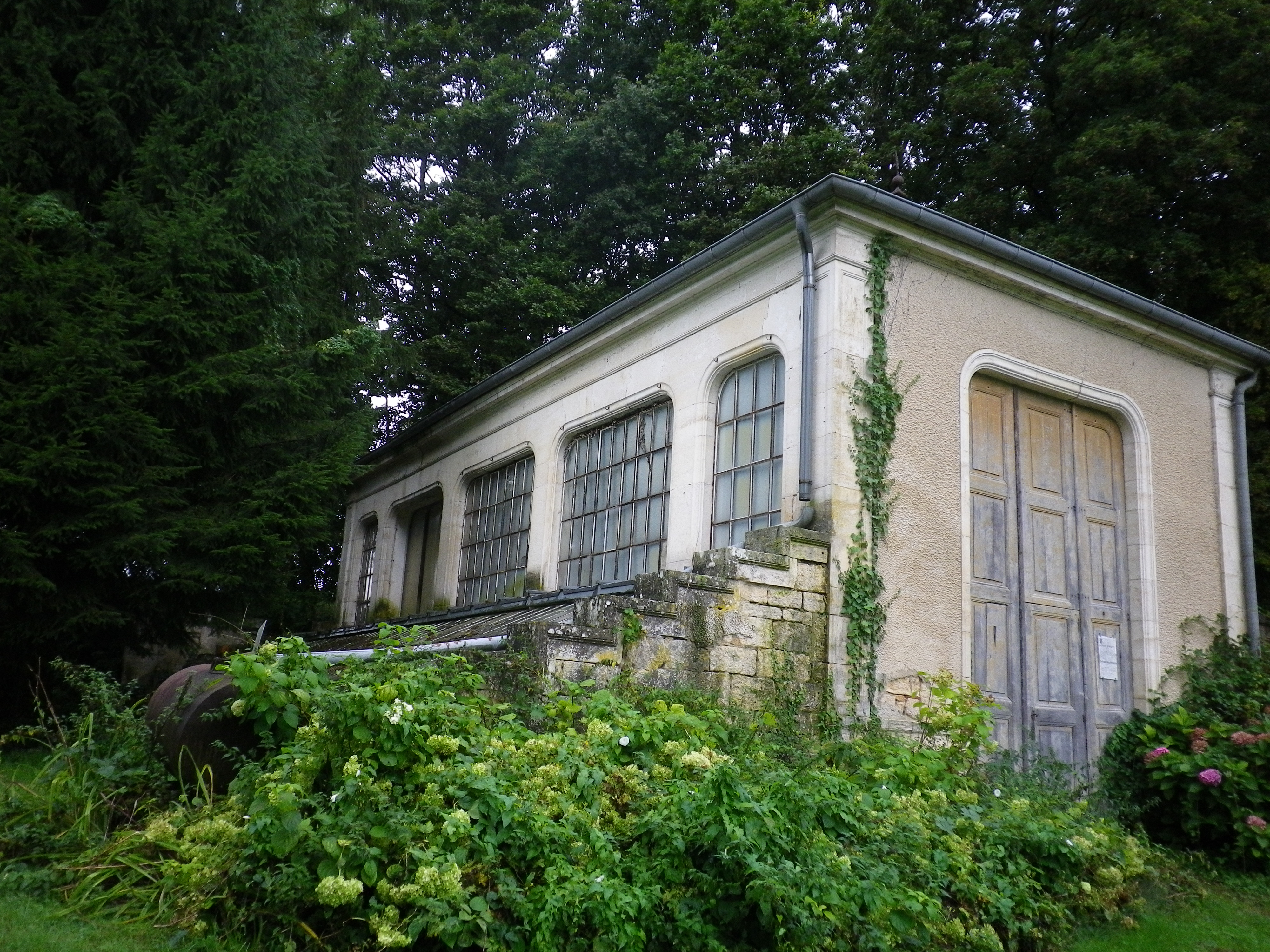
Serre orangerie du château, XIXe siècle.
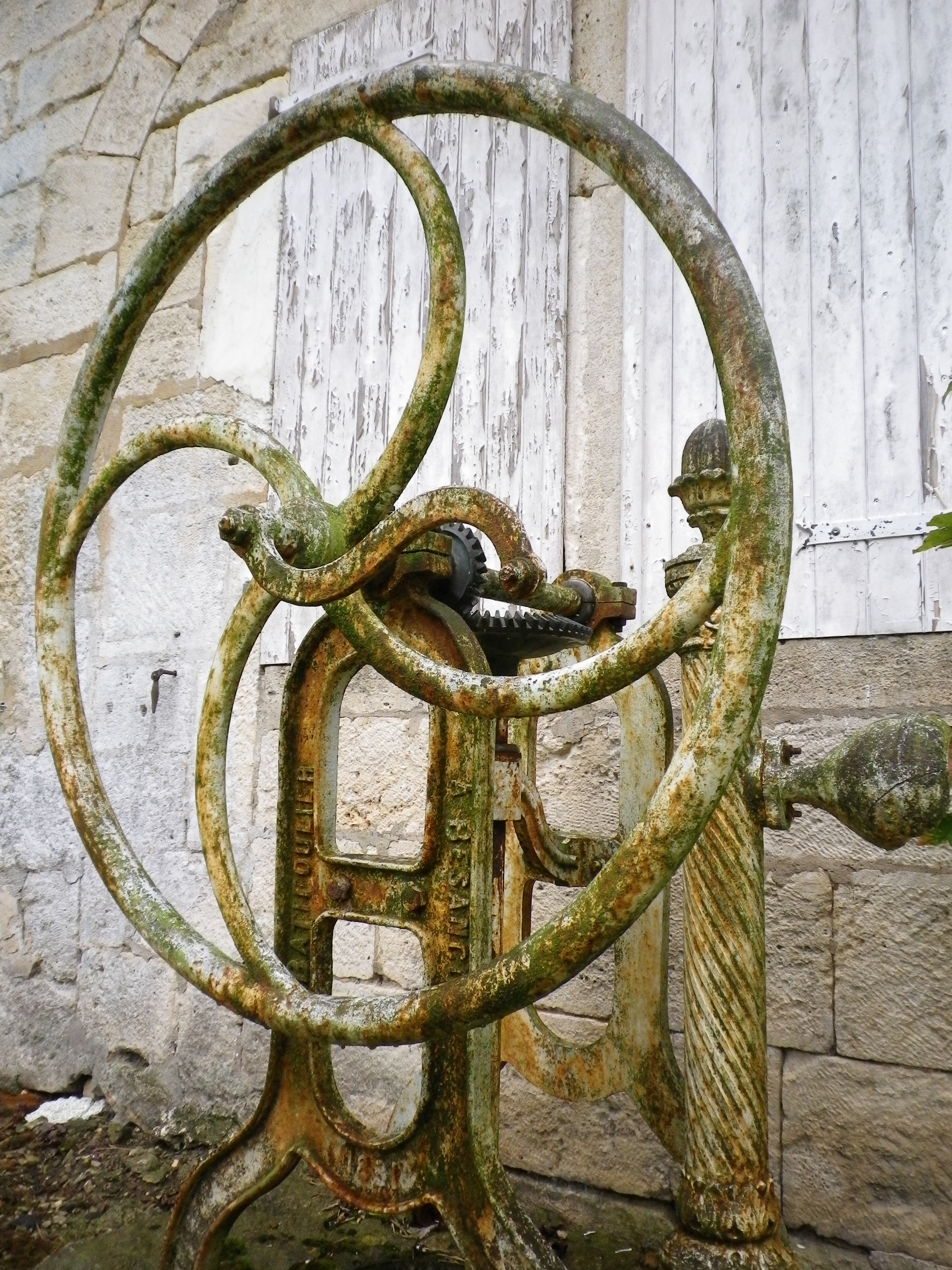
Détail de la gentilhommière du XIXe siècle.
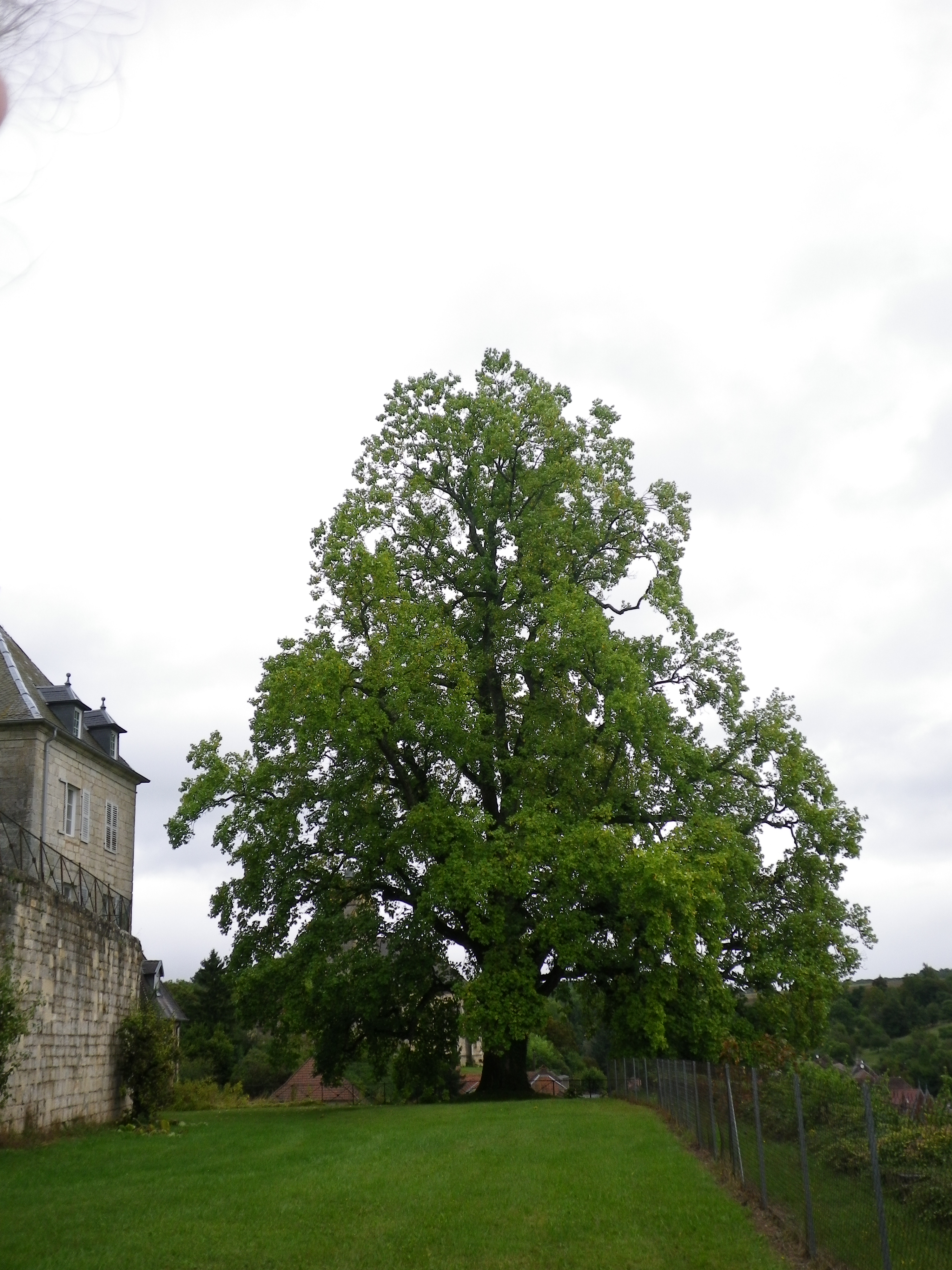
Tulipier de Virginie, XVIIIe siècle.